# Meilleur film canadien du Festival de Toronto
Le prix du Meilleur film canadien (Best Canadian Film) est une récompense cinématographique décernée au cours du Festival de Toronto depuis 1984 à un long métrage de la sélection canadienne.
Le prix est décerné dans trois catégories depuis 1989 : meilleur film (Best Canadian Film), meilleur court métrage (Best Canadian Short Film) et meilleur premier film (Best Canadian First Feature Film).

## Palmarès

### Années 1980
- 1984 : La Femme de l'hôtel de Léa Pool
- 1985 : Canada's Sweetheart: The Saga of Hal C. Banks de Donald Brittain
- 1986 : Le Déclin de l'empire américain de Denys Arcand
- 1987 : Family Viewing d'Atom Egoyan
- 1988 : The Outside Chance of Maximilian Glick d'Allan A. Goldstein
- 1989 : Roadkill de Bruce McDonald
  - Meilleur court métrage : Stealing Images d'Alan Zweig

### Années 1990
- 1990 :  H de Darrell Wasyk
  - Meilleur court métrage : Shaggie de Janis Cole

- 1991 : The Adjuster d'Atom Egoyan
  - Meilleur court métrage : The Making of "Monsters" de John Greyson

- 1992 : Requiem pour un beau sans-cœur de Robert Morin
  - Meilleur court métrage : Les Sauf-conduits de Manon Briand

- 1993 : Kanehsatake: 270 Years of Resistance de Alanis Obomsawin
  - Meilleur court métrage : Save My Lost Nigga' Soul de Clement Virgo

- 1994 : Exotica d'Atom Egoyan
  - Meilleur court métrage : Frank's Cock de Mike Hoolboom

- 1995 : Live Bait de Bruce Sweeney
  - Meilleur court métrage : Reconstruction de Laurence Green

- 1996 : Long Day's Journey Into Night de David Wellington (en)
  - Meilleur court métrage : Letters From Home de Mike Hoolboom

- 1997 : (ex æquo) The Hanging Garden de Thom Fitzgerald et De beaux lendemains (The Sweet Hereafter) d'Atom Egoyan
  - Meilleur court métrage : Cotton Candy de Roshell Bissett
  - Meilleur premier film : Cube de Vincenzo Natali

- 1998 : Nô de Robert Lepage
  - Meilleur court métrage : When Ponds Freeze Over de Mary Lewis (en)
  - Meilleur premier film : Last Night de Don McKellar

- 1999 : Les Cinq Sens (The Five Senses) de Jeremy Podeswa
  - Meilleur court métrage : Décharge de Patrick Demers
  - Meilleur premier film : Just Watch Me: Trudeau and the 70's Generation de Catherine Annau

### Années 2000
- 2000 : Waydowntown de Gary Burns
  - Meilleur court métrage : Le Chapeau de Michèle Cournoyer
  - Meilleur premier film : La Moitié gauche du frigo de Philippe Falardeau

- 2001 : Atanarjuat (ᐊᑕᓈᕐᔪᐊᑦ) de Zacharias Kunuk
  - Meilleur court métrage : Film (Dazma) de Deco Dawson
  - Meilleur premier film : Inertia de Sean Garrity

- 2002 : Spider de David Cronenberg
  - Meilleur court métrage : Blue Skies de Ann Marie Fleming
  - Meilleur premier film : Marion Bridge de Wiebke von Carolsfeld

- 2003 : Les Invasions barbares de Denys Arcand
  - Meilleur court métrage : Aspiration de Constant Mentzas
  - Meilleur premier film : Love, Sex and Eating the Bones de Sudz Sutherland

- 2004 : Frankie Wilde (It's All Gone Pete Tong) de Michael Dowse
  - Meilleur court métrage : Man Feel Pain de Dylan Akio Smith
  - Meilleur premier film : La Peau blanche de Daniel Roby

- 2005 : C.R.A.Z.Y. de Jean-Marc Vallée
  - Meilleur court métrage : Big Girl de Renuka Jeyapalan
  - Meilleur premier film : The Life and Hard Times of Guy Terrifico de Michael Mabbott

- 2006 : Manufactured Landscapes de Jennifer Baichwal
  - Meilleur court métrage : Les Jours de Maxime Giroux
  - Meilleur premier film : Sur la trace d'Igor Rizzi de Noël Mitrani

- 2007 : Winnipeg mon amour (My Winnipeg) de Guy Maddin
  - Meilleur court métrage : Pool de Chris Chong Chan Fui
  - Meilleur premier film : Continental, un film sans fusil de Stéphane Lafleur

- 2008 : Lost Song de Rodrigue Jean
  - Meilleur court métrage : Block B de Chris Chong Chan Fui
  - Meilleur premier film : Le Jour avant le lendemain (Before Tomorrow) de Marie-Hélène Cousineau et Madeline Piujuq Ivalu

- 2009 : Cairo Time de Ruba Nadda
  - Meilleur court métrage : Danse Macabre de Pedro Pires
  - Meilleur premier film : The Wild Hunt de Alexandre Franchi

### Années 2010
- 2010 : Incendies de Denis Villeneuve
  - Meilleur court métrage : Les Fleurs de l'âge de Vincent Biron
  - Meilleur premier film : Le Prix à payer de Deborah Chow

- 2011 : Monsieur Lazhar de Philippe Falardeau
  - Meilleur court métrage : Doubles with Slight Pepper de Ian Harnarine
  - Meilleur premier film : Edwin Boyd (Edwin Boyd: Citizen Gangster) de Nathan Morlando

- 2012 : Laurence Anyways de Xavier Dolan
  - Meilleur court métrage : Keep a Modest Head de Deco Dawson
  - Meilleur premier film : (ex æquo) Antiviral de Brandon Cronenberg et Blackbird de Jason Buxton

- 2013 : When Jews Were Funny de Alan Zweig
  - Meilleur court métrage : Noah de Patrick Cederberg et Walter Woodman
  - Meilleur premier film : Asphalt Watches de Shayne Ehman et Seth Scriver

- 2014 : Félix et Meira de Maxime Giroux
  - Meilleur court métrage : The Weatherman and the Shadowboxer de Randall Okita
  - Meilleur premier film : Bang Bang Baby de Jeffrey St. Jules

- 2015 : Closet Monster de Stephen Dunn
  - Meilleur court métrage : Overpass de Patrice Laliberté
  - Meilleur premier film : Sleeping Giant de Andrew Cividino

- 2016 : Ceux qui font les révolutions à moitié n'ont fait que se creuser un tombeau de Simon Lavoie et Mathieu Denis
  - Meilleur court métrage : Mutants de Alexandre Dostie
  - Meilleur premier film : Old Stone de Johnny Ma

- 2017 : Les Affamés de Robin Aubert
  - Mention honorable : La Petite Fille qui aimait trop les allumettes de Simon Lavoie
  - Meilleur court métrage : Pre-Drink de Marc-Antoine Lemire
  - Meilleur premier film : Luk' Luk'l de Wayne Wapeemukwa

- 2018 : La Disparition des lucioles de Sébastien Pilote
- 2019 : Antigone de Sophie Deraspe

### Années 2020
- 2020 : Inconvenient Indian (en) de Michelle Latimer
- 2021 : Ste. Anne (en) de Rhayne Vermette (en)
- 2022 : To Kill a Tiger de Nisha Pahuja (en)[2]
- 2023 : Solo de Sophie Dupuis[3]